# دوتنزار (آيت توفاوت)
دوتنزار هو دُوَّار يقع بجماعة سيدي امزال، إقليم تارودانت، جهة سوس ماسة في المملكة المغربية. ينتمي الدوّار لمشيخة آيت توفاوت التي تضم 19 دوار. يقدر عدد سكانه بـ 43 نسمة حسب الإحصاء الرسمي للسكان والسكنى لسنة 2004.

## روابط خارجية
- البوابة الوطنية للجماعات الترابية نسخة محفوظة 12 مارس 2018 على موقع واي باك مشين.
- المندوبية السامية للتخطيط